# ポリチャーン
ポリチャーン（アルバニア語: Poliçan）は南東アルバニアのベラト州の基礎自治体と都市である。1960年代より武器の工場が有名である。基礎自治体はポリチャーン、タルパンおよびヴァルトプから設けられた。2023年に基礎自治体の人口は8,762人であり、都市の人口は3,492人だった。

## 出来事
1960年代には、武器と弾薬を製造するためにアルバニアの共産主義政権がこの都市を設けた。共産主義政権の支配下の時代に外国人を禁じた。中国人の技師と建築業者は掩体壕を建てた。山はトンネルがある。
2015年にポリチャーン、タルパンおよびヴァルトプはポリチャーン基礎自治体に合体した。庁所在地はポリチャーン市である。
ロシアのウクライナ侵攻からアルバニアの政府は武器の工場を再開するつもりだった。北大西洋条約機構と外国人の投資者の手伝いを求めていた。

## 人口
2011年に旧基礎自治体の人口は4,318人だった。2023年に基礎自治体の人口は8,762人であり、都市の人口は3,492人だった。

## 人間
アレクサンドロス・クーロスというサッカー選手はこの都市の出身である。